# Копёнкин, Иван Иосифович
Иван Иосифович Копёнкин (1917—1942) — советский командир партизанского отряда в Великой Отечественной войне, Герой Советского Союза (1942). Старший лейтенант.

## Биография
Родился 31 января 1917 года в селе Новобокино.
В 1938 году был призван на службу в Рабоче-крестьянскую Красную Армию. Служил в пограничных войсках. С 1940 года работал в органах НКВД СССР в Запорожье. Член ВКП(б) с 1938 года. К лету 1941 года был оперуполномоченным Татарбунарского районного отдела НКВД Измаильской области УССР.
После начала Великой Отечественной войны, в сентябре 1941 года, Запорожский обком партии поручил эвакуированному из Молдавии Копёнкину создать партизанский отряд, получивший имя Маршала Советского Союза С. М. Будённого. 25 сентября отряд численностью в 52 человека прибыл в Харьков, а 27 сентября перешёл линию фронта в Гадячском районе Полтавской области.
С 27 сентября 1941 по 31 января 1942 года отряд имени Будённого под командованием Копёнкина успешно действовал на территории Харьковской, Полтавской и Ворошиловградской областей. 28 декабря 1941 года в отряд влилось несколько мелких партизанских отрядов. Объединённый отряд успешно действовал против оккупантов. Только с 30 ноября 1941 по 15 января 1942 года он провёл 10 крупных боевых операций, в ходе которых были нанесены большие потери врагу: уничтожено 384 вражеских солдат и офицеров и 60 полицейских, ещё 113 немцев было ранено, казнено 2 старосты и 7 изменников Родины, уничтожены продовольственный склад и база горючего, 3 автомашины, захвачено 2 пулемёта, 4 автомата и 240 винтовок. Несколько десятков тонн продовольствия, награбленного оккупантами у местных жителей, возвращено населению. Не в силах уничтожить отряд, оккупанты уничтожили село Большая Обуховка в Полтавской области, где заживо сожгли и расстреляли до 200 стариков, женщин и детей. Для уничтожения отряда немцы предприняли несколько карательных экспедиций силами до батальона, из которых 3 партизанам удалось разгромить. Но ввиду большого количества раненых и отсутствия боеприпасов с разрешения командования 31 января 1942 года отряд перешёл линию фронта и соединился с советскими частями.
Указом Президиума Верховного Совета СССР от 18 мая 1942 года за «отвагу и геройство, проявленные в партизанской борьбе в тылу против немецких захватчиков» Копёнкину присвоено звание Героя Советского Союза с вручением ордена Ленина и медали «Золотая Звезда».
В мае 1942 года отряд Копёнкина по приказу командования вновь перешёл линию фронта и активно действовал в Харьковской и Луганской областях. 6 июня 1942 года в бою под Новой Водолагой Копёнкин получил тяжёлое ранение и попал в плен, где погиб.

## Память
- В честь Копёнкина были названы улицы в Миргороде[3] и Новой Водолаге.
- Ранее имя погибшего в бою за Родину Героя Советского Союза И. И. Копёнкина носила одна из улиц города Запорожье. Согласно Закону Украины № 2558 (так называемый «Закон о декоммунизации»), сессия городского совета Запорожье решением от 12.02.2016 улицу Копёнкина переименовала в улицу Феликса Мовчановского.
- В экспозиции Рязанского историко-архитектурного музея-заповедника «Участие рязанцев в партизанском движении» есть фотография 1942 года, на которой среди группы партизан запечатлён Копёнкин. Имя Копёнкина носит Новобокинская средняя школа, на здании которой установлена мемориальная доска. В школьном музее собраны материалы о Копёнкине[6]